# تاو (ثقافة)
تاو "الطاو" أو داو  هو الطريق الطبيعي للكون في المقام الأول كما تصوره الفلسفة والدين في شرق آسيا. حيث لا يمكن فهم هذه الرؤية للحياة كمفهوم. بل يمكن رؤيته من خلال تجربة الحياة الفعلية اليومية للإنسان. ويتم تمثيل المفهوم بالحرف الصيني 道 والتي لها معاني تشمل "السبيل" و"المسار" و"الطريق" وأحيانًا "العقيدة" أو "المبدأ".
في كتابه "طاو تي تشينج" يشرح الفيلسوف القديم شبه الأسطوري لاو تسي أن الطاو ليس اسمًا لشيء بل هو النظام الطبيعي الأساسي للكون الذي يصعب تحديد جوهره النهائي لأنه غير مفاهيمي ولكنه واضح في كيان الإنسان الحي. كما إن الطاو "لا اسم له إلى الأبد" ويجب تمييزه عن الأشياء المسماة التي لا تعد ولا تحصى والتي تعتبر مظاهره وحقيقة الحياة قبل أوصافه لها.

## وصف واستخدامات المفهوم

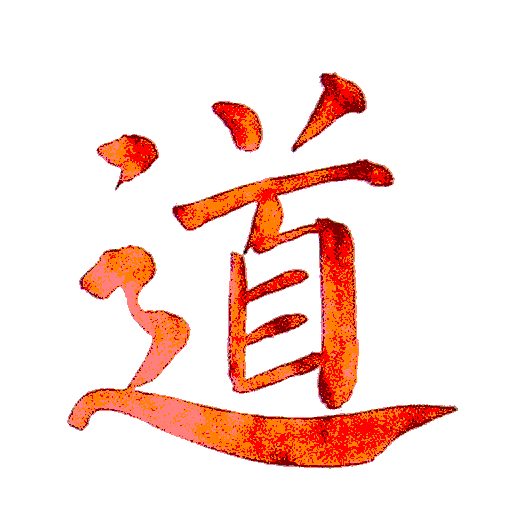
خط تاو (道)

تحتوي كلمة "تاو" على مجموعة متنوعة من المعاني في اللغة الصينية القديمة والحديثة. بصرف النظر عن استخدامها النثري المحض بمعنى الطريق أو القناة أو المسار أو المبدأ أو ما شابه ذلك، فقد اكتسبت الكلمة مجموعة متنوعة من الاستخدامات المجازية والفلسفية والدينية المختلفة والمربكة في كثير من الأحيان. ففي معظم أنظمة المعتقدات تُستخدم الكلمة بشكل رمزي بمعنى "الطريق" باعتباره الطريقة الصحيحة أو السليمة للوجود أو في سياق الممارسات المستمرة للإنجاز أو الوجود الكامل أو حالة التنوير أو الكمال الروحي التي هي نتيجة لمثل هذه الممارسات.
يُجري بعض العلماء تمييزًا حادًا بين الاستخدام الروحي أو الأخلاقي لكلمة "تاو" البارز في الكونفوشيوسية والطاوية الدينية والاستخدام الأكثر ميتافيزيقيًا للمصطلح المستخدم في الطاوية الفلسفية ومعظم أشكال البوذية الماهايانا ويزعم آخرون أن هذه ليست استخدامات أو معاني منفصلة ويرونها نهجًا شاملًا ومتوافقًا مع بعضهما البعض لتحديد المبدأ. كما كان الاستخدام الأصلي للمصطلح بمثابة شكل من أشكال الممارسة وليس النظرية - وهو مصطلح يستخدم كاتفاقية للإشارة إلى شيء لا يمكن مناقشته بالكلمات - والكتابات المبكرة مثل تاو تي تشينج وآي تشينج تبذل جهودًا مضنية للتمييز بين مفاهيم الطاو (يشار إليها أحيانًا باسم "الطاو المسمى") والطاو نفسه ("الطاو غير المسمى") والذي لا يمكن التعبير عنه أو فهمه باللغة. ويؤكد ليو دا أن الطاو يُفهم بشكل صحيح باعتباره مفهومًا تجريبيًا ومتطورًا وأن هناك اختلافات ثقافية ودينية في تفسير الطاو فضلاً عن الاختلافات الشخصية التي تعكس شخصية الممارسين الأفراد.
يمكن اعتبار الطاو بشكل تقريبي بمثابة "تدفق الكون" أو بمثابة جوهر أو نمط وراء العالم الطبيعي الذي يحافظ على توازن الكون ونظامه. فهو مرتبط بالطاقة الحيوية وهي الطاقة الأساسية للفعل والوجود. والطاو هو مبدأ غير ثنائي فهو الكل الأعظم الذي تشتق منه جميع العناصر الفردية للكون. وتعتبره كاثرين كيلر مشابهًا للاهوت السلبي للعلماء الغربيين لكن الطاوية نادرًا ما تكون موضوعًا للعبادة المباشرة حيث يتم التعامل معها أكثر مثل المفاهيم الهندوسية للكارما أو دارما أو رتا بدلاً من كونها كائنًا إلهيًا. كما يتم التعبير عن الطاو بشكل أكثر شيوعًا في العلاقة بين وو (الفراغ أو الخواء بمعنى ووجي) والتوازن الطبيعي والديناميكي بين الأضداد، مما يؤدي إلى مبدأه المركزي وهو وو وي (التقاعس أو عدم الفعل).
عادة ما يتم وصف الطاو من حيث عناصر الطبيعة وعلى وجه الخصوص بأنه مشابه للماء. إنه مثل الماء غير متمايز يتجدد ذاتيًا بلا نهاية ناعم وهادئ ولكنه قوي للغاية وكريم بلا مبالاة. قام الرسام تشين رونغ من أسرة سونغ بترويج هذا القياس من خلال لوحته "التنانين التسعة".
يركز جزء كبير من الفلسفة الطاوية على الاستمرارية الدورية للعالم الطبيعي وتناقضه مع الأفعال الخطية الموجهة نحو الهدف التي يقوم بها البشر فضلاً عن إدراك أن الطاو هو "مصدر كل الوجود حيث الحياة والموت هما الشيء نفسه".
في جميع استخداماته يُعتبر الطاو أن لديه صفات لا يمكن التعبير عنها والتي تمنع تعريفه أو التعبير عنه بالكلمات. ومع ذلك يمكن معرفته أو تجربته ويمكن اتباع مبادئه (التي يمكن تمييزها من خلال مراقبة الطبيعة) أو ممارستها. ويركز جزء كبير من الكتابات الفلسفية في شرق آسيا على قيمة الالتزام بمبادئ الطاوية والعواقب المختلفة التي تترتب على الفشل في القيام بذلك.

الباجوا وهو رمز يستخدم عادة لتمثيل الطاوية وسعيها لتحقيقها

كان الطاو مشتركًا مع الكونفوشيوسية وبوذية تشان والزِن وعلى نطاق أوسع في الفلسفة والدين في شرق آسيا بشكل عام. في الطاوية والبوذية الصينية والكونفوشيوسية فإن هدف الممارسة الروحية هو "أن تصبح واحدًا مع الطاو" (طاو تي تشينج) أو أن تتناغم إرادة المرء مع الطبيعة لتحقيق "عمل سهل". وهذا يتطلب ممارسات تأملية وأخلاقية. ومن المهم في هذا الصدد مفهوم الطاوي "الفضيلة". في الكونفوشيوسية والأشكال الدينية للطاوية غالبًا ما تكون هذه حججًا أخلاقية صريحة حول السلوك السليم بينما تشير البوذية والأشكال الأكثر فلسفية للطاوية عادةً إلى النتائج الطبيعية والمتقلبة للعمل (قابلة للمقارنة مع الكارما). ويرتبط الطاو ارتباطًا جوهريًا بمفاهيم الين واليانج حيث يخلق كل فعل أفعالًا مضادة كحركات لا مفر منها داخل مظاهر الطاو وتتضمن الممارسة السليمة بشكل مختلف قبول هذه التطورات الطبيعية أو التوافق معها أو العمل معها.
في الطاوية والكونفوشيوسية كان يُنظر إلى الطاوية أحيانًا على أنها "قوة متعالية تبارك" يمكنها "التعبير عن نفسها بشكل مباشر" من خلال طرق مختلفة ولكنها غالبًا ما تظهر من خلال الكلام أو الحركة أو الطقوس التقليدية لـ "نبي أو كاهن أو ملك". يمكن أن تعمل الطاوية كطاقة حياة بدلاً من تشي في بعض أنظمة المعتقدات الطاوية.

### دي
دي (德: «القوة» و«الفضيلة» و«النزاهة»)هو المصطلح المستخدم عمومًا للإشارة إلى الالتزام السليم بالطاو. "دي" هو العيش النشط أو زراعة الطريق. الأشياء الخاصة (الأشياء ذات الأسماء) التي تتجلى من الطاو لها طبيعتها الداخلية الخاصة التي تتبعها وفقًا للطاو واتباع هذه الطبيعة الداخلية هو دي. تعتمد "وو وي" أو "الطبيعة" على فهم هذه الطبيعة الداخلية والتكيف معها والتي يتم تفسيرها بشكل مختلف من طبيعة شخصية فردية إلى مفهوم أكثر عمومية للطبيعة البشرية داخل الكون الأكبر.
تاريخيا اختلف مفهوم دي بشكل كبير بين الطاويين والكونفوشيوسيين. وكانت الكونفوشيوسية إلى حد كبير نظامًا أخلاقيًا يؤكد على قيم الإنسانية والصلاح والواجب الأبوي، وبالتالي فقد تصورت دي من حيث الطاعة لقواعد اجتماعية محددة ومدونة بدقة. ولقد اتخذ الطاويون وجهة نظر أوسع وأكثر طبيعية وأكثر ميتافيزيقية بشأن العلاقة بين البشر والكون واعتبروا القواعد الاجتماعية في أفضل الأحوال انعكاسًا مشتقًا للتفاعلات الطبيعية والعفوية بين الناس وفي أسوأ الأحوال بنية متكلسة تمنع الطبيعية وتخلق الصراع. وقد أدى هذا إلى بعض الصراعات الفلسفية والسياسية بين الطاويين والكونفوشيوسيين. إذ أن هناك عدة أقسام من الأعمال المنسوبة إلى تشوانغ تشو مخصصة لانتقادات إخفاقات الكونفوشيوسية.

## تفسيرات

### التاوية
لاحظ المترجم آرثر ويلي أن
[تاو] تعني الطريق والمسار والسبيل؛ وبالتالي الطريقة التي يفعل بها المرء شيئًا ما؛ المنهج والعقيدة والمبدأ. إن طريق السماء على سبيل المثال لا يرحم؛ فعندما يأتي الخريف "لا تنجو أي ورقة بسبب جمالها ولا تنجو أي زهرة بسبب عطرها". إن طريق الإنسان يعني من بين أمور أخرى الإنجاب؛ ويقال إن الخصيان "بعيدون عن طريق الإنسان". تشو تاو هو "الطريق إلى أن تكون ملكًا" أي فن الحكم. كل مدرسة فلسفية لها تاو أو عقيدتها حول الطريقة التي ينبغي أن تنظم بها الحياة. وأخيرًا في مدرسة فلسفية معينة أطلق على أتباعها اسم "الطاويين"، تعني كلمة "تاو" "الطريقة التي يعمل بها الكون"؛ وفي النهاية شيء يشبه الله إلى حد كبير بالمعنى الأكثر تجريدًا وفلسفة لهذا المصطلح.
"تاو" هي الكلمة التي تعطي التاوية اسمها باللغة الإنجليزية في أشكالها الفلسفية والدينية. إن "الطاو" هو المفهوم الأساسي والمركزي لهذه المدارس الفكرية. يرى التاوية أن الطاوية هي نظام طبيعي يكمن وراء جوهر ونشاط الكون. يُنظر إلى اللغة و"تسمية" الطاوية بشكل سلبي في الطاوية؛ فالطاوية موجودة بشكل أساسي وتعمل خارج نطاق التمايز والقيود اللغوية.
لا توجد رؤية طاوية أرثوذكسية واحدة للطاوية. حيث تتركز جميع أشكال الطاوية حول التاو والدي ولكن هناك مجموعة واسعة من التفسيرات المتميزة بين الطوائف وحتى الأفراد في نفس الطائفة. وعلى الرغم من هذا التنوع فهناك بعض الأنماط والاتجاهات الواضحة المشتركة في الطاوية وفروعها.
يمكن رؤية تنوع التفسيرات الطاوية عبر أربعة نصوص تمثل التيارات الفكرية الرئيسية في الطاوية. وتُستخدم النصوص الأربعة جميعها في الطاوية الحديثة مع درجات متفاوتة من القبول والتركيز بين الطوائف. كما يعد كتاب طاو تي تشينغ أقدم نص وممثل للنهج التأملي والفلسفي للطاو. "داوتيلون" هو تفسير يعود للقرن الثامن لكتاب "طاو تي تشينج" وقد كتب من وجهة نظر دينية متعلمة جيدًا تمثل المنظور العلمي التقليدي. ويتم التعبير عن المنظور التعبدي للطاوية في تشينغجينج جينغ وهو نص طقسي تم تأليفه في الأصل خلال عهد أسرة هان ويُستخدم كترانيم في الطاوية الدينية وخاصة بين النساك. يستخدم تشوانغ تسي أدوات أدبية مثل الحكايات والاستعارات والسرد لربط الطاو بالقارئ مما يوضح طريقة مجازية لعرض الطاو والتعبير عنه.

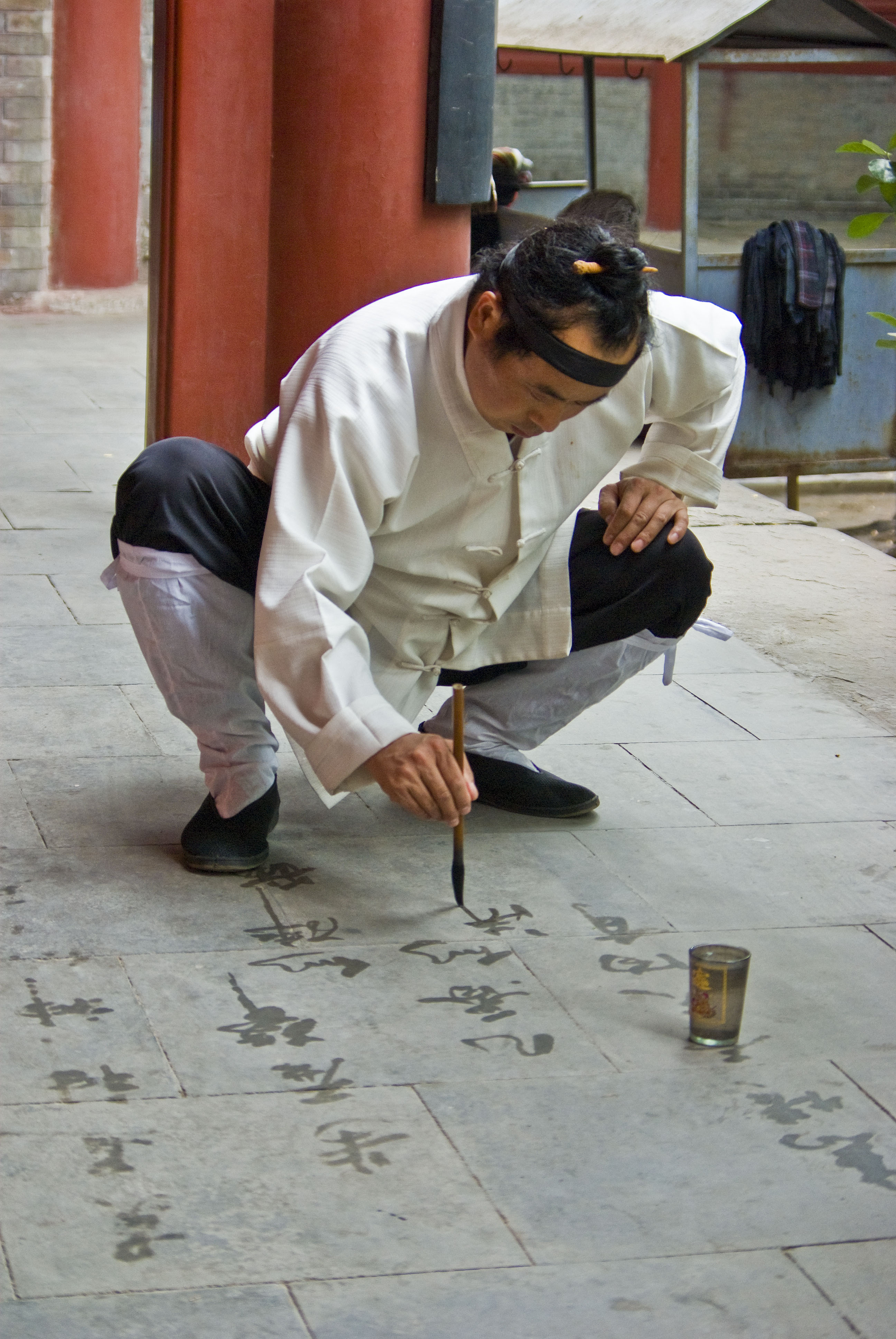
راهب طاوي يمارس فن الخط باستخدام الماء على الحجر. إن الخط المائي مثل الماندالات الرملية يستحضر الطبيعة العابرة للواقع المادي.

إن أشكال وتنوعات الطاوية الدينية متنوعة بشكل لا يصدق. فهي تدمج مجموعة واسعة من الممارسات الأكاديمية والطقوسية والخارقة للطبيعة والتعبدية والأدبية والشعبية مع العديد من النتائج. ولقد أثرت البوذية والكونفوشيوسية بشكل خاص على الطريقة التي أطرت بها العديد من الطوائف الطاوية وتعاملت معها ونظرت إليها. وبناءً على ذلك فإن الفروع العديدة للطاوية الدينية تنظر إلى الطاو وتفسر الكتابات عنه بطرق لا حصر لها. وهكذا وبصرف النظر عن بعض أوجه التشابه الواسعة فمن الصعب تقديم ملخص دقيق وواضح لتفسيرهم للتاو.
إن المبدأ الأساسي في معظم أشكال التاوية الدينية هو أن الطاو موجود دائمًا ولكن يجب إظهاره وزراعته و/أو إتقانه حتى يتم تحقيقه. فهو مصدر الكون وبذرة نقائه الأصيل تكمن في كل الأشياء. ووفقًا لبعض التاويين فإن تمارين التنفس تسمح للمرء بامتصاص "أجزاء من الكون". كما كان يُنظر إلى البخور وبعض المعادن على أنها تمثل الكون الأكبر أيضًا وأن استنشاقها يمكن أن يخلق تأثيرات مماثلة. إن مظهر التاو هو دي الذي يصحح وينشط العالم بإشعاع التاو.
وبدلاً من ذلك تنظر التاوية الفلسفية إلى التاو باعتباره مفهومًا غير ديني؛ فهو ليس إلهًا يجب عبادته كما أنه ليس مطلقًا صوفيًا بالمعنى الديني للبراهمان الهندوسي. وقد أشار جوزيف وو إلى هذا المفهوم للتاوية بقوله: "الطاوية ليست متاحة دينياً؛ ولا حتى ذات صلة دينية". إن كتابات لاو تسي وتشوانغ تسي تتسم بنبرة باطنية وتقترب من الإنسانية والطبيعية باعتبارها متناقضات. على النقيض من الباطنية التي توجد عادة في الأنظمة الدينية فإن الطاوية ليست متعالية على الذات كما أن التحقيق الصوفي ليس هروبًا من العالم في الطاوية الفلسفية. إن الذات المنغمسة في التاو هي الذات المترسخة في مكانها داخل الكون الطبيعي. وإن الشخص الذي يعيش داخل التاو يتفوق في نفسه وفي أنشطته.
ومع ذلك فإن هذا التمييز معقد بسبب الصعوبات التأويلية في تصنيف المدارس والطوائف والحركات التاوية.
يعتقد بعض التاويين أن التاوية هي كيان يمكنه "اتخاذ شكل بشري" لتحقيق أهدافه.
يمثل التاو الانسجام البشري مع الكون وحتى مع الظواهر الأخرى في العالم والطبيعة.

### الكونفوشيوسية
يمكن ترجمة "طريق كونفوشيوس" إلى "الحقيقة". وترى الكونفوشيوسية أن الطريق أو الحقيقة يتوافق مع نهج معين في الحياة والسياسة والتقاليد. وهو يعتبر ضروريًا ومحترمًا بنفس القدر مثل دي ورين ("الرحمة" و"الإنسانية"). كما يقدم كونفوشيوس تاوًا إنسانيًا. حيث إنه نادرًا ما يتحدث عن "طريق السماء". وقد أشار الفيلسوف الكونفوشيوسي المبكر شونزي صراحة إلى هذا التباين. وعلى الرغم من اعترافه بوجود طريق السماء وأهميته السماوية إلا أنه أصر على أن الطريق يتعلق بشكل أساسي بالشؤون الإنسانية.
كمفهوم ديني رسمي في الكونفوشيوسية فإن التاو هو المطلق الذي يتجه إليه المؤمنون. في تشونجيونج (عقيدة الوسط) فإن الانسجام مع المطلق يعادل النزاهة والإخلاص. ويتوسع التعلم العظيم في هذا المفهوم موضحًا أن الطريق ينير الفضيلة ويحسن الناس ويتواجد في الأخلاق الأنقى. وخلال عهد أسرة تانغ قام هان يو بصياغة وتعريف المعتقدات الكونفوشيوسية بشكل رسمي باعتبارها استجابة اعتذارية للبوذية. وأكد على أخلاقيات الطريق. لقد ربط بشكل واضح بين "التاو" و"دي" مع التركيز على الطبيعة الإنسانية والصلاح. كما قام أيضًا بصياغة وتوضيح "تقليد التاوية" من أجل رفض تقاليد البوذية.
كان يُعتقد أن الأسلاف وولاية السماء ينبعان من التاوية وخاصةً خلال عهد أسرة سونغ.

### البوذية
بدأت البوذية في الانتشار لأول مرة في الصين خلال القرن الأول الميلادي وشهدت عصرًا ذهبيًا من النمو والنضج بحلول القرن الرابع الميلادي. كما قام الرهبان البوذيون بترجمة مئات المجموعات من النصوص البالية والسنسكريتية إلى اللغة الصينية خلال فترة قصيرة من الزمن. وتمت ترجمة كلمة دايانا إلى禅;، وفي وقت لاحق إلى "زين" مما أعطى البوذية الزن اسمها. إن استخدام المفاهيم الصينية مثل التاو والتي كانت قريبة من الأفكار والمصطلحات البوذية ساعد في نشر الدين وجعله أكثر قبولا لدى الشعب الصيني. ومع ذلك فإن الاختلافات بين المصطلحات السنسكريتية والصينية أدت إلى بعض سوء الفهم الأولي والتطور النهائي للبوذية في شرق آسيا ككيان متميز. وكجزء من هذه العملية قدمت العديد من الكلمات الصينية ارتباطاتها الدلالية والفلسفية الغنية إلى البوذية بما في ذلك استخدام كلمة "تاو" للمفاهيم والمبادئ الأساسية للبوذية.
قال باي تشانغ هواي هاي لطالب كان يتصارع مع أجزاء صعبة من السوترا "استخدم الكلمات من أجل إظهار المعنى وستحصل على "المعنى". قطع الكلمات والمعنى هو الفراغ. الفراغ هو التاو. التاو هو قطع الكلمات والكلام". ويعتبر البوذيون الزن التاو مرادفًا لكل من المسار البوذي ونتائجه المسار النبيل الثماني والتنوير البوذي. حيث تلعب عبارة باي تشانج على هذا الاستخدام في سياق الاستخدام الصيني المتغير والمتنوع لكلمة "تاو". وتُستخدم الكلمات والمعاني للإشارة إلى الطقوس والممارسات. كما يشير "الفراغ" إلى مفهوم الشونياتا البوذي. إن العثور على التاو وطبيعة بوذا ليس مجرد مسألة صياغة بل هو استجابة نشطة للحقائق النبيلة الأربع التي لا يمكن التعبير عنها أو نقلها بالكامل بالكلمات والارتباطات الملموسة. ويشير استخدام "التاو" في هذا السياق إلى "الطريق" الحرفي للبوذية والعودة إلى المصدر العالمي والدارما والتأمل السليم والنيرفانا من بين ارتباطات أخرى. وتُستخدم كلمة "تاو" عادةً بهذه الطريقة من قبل البوذيين الصينيين وهي تحمل الكثير من الارتباطات والمعاني الدقيقة.

### الكونفوشيوسية الجديدة
في عهد أسرة سونغ اعتبر الكونفوشيوسيون الجدد أن التاو هو الشيء الأكثر نقاءً في حد ذاته. واعتبر شاو يونج أن التاو هو أصل السماء والأرض وكل ما بداخلهما. في المقابل قدم تشانغ زاي تاوًا حيويًا كان العنصر الأساسي أو التأثير للتشي الطاقة المحركة وراء الحياة والعالم. وقد تبنى عدد من العلماء اللاحقين هذا التفسير مثل تاي تشين خلال عهد أسرة تشينغ.
لقد أدرك تشو شي وتشنغ هو وتشنغ يي التاو في سياق " لي" ('المبدأ') و "تيان لي' ('مبدأ السماء'). كما اعتبر تشنغ هاو أن المسألة الأساسية في الحياة وبالتالي في التاو هي الإنسانية. وإن تنمية التعاطف والإيثار والفضائل الإنسانية الأخرى هي اتباع للطريق. كما اتبع تشنغ يي هذا التفسير فشرح هذا المنظور للتاوية من خلال التعاليم حول التفاعلات بين الين واليانج وزراعة الحياة والحفاظ عليها ومبدأ الكون العادل أخلاقياً.
وعلى العموم فإن التاو يساوي الكلية. وقد عبر وانغ فوي عن التاو باعتباره التاي تشي أو "الهدف الأعظم" وكذلك الطريق المؤدي إليه. حيث لا يوجد شيء موجود في الكونفوشيوسية الجديدة سوى مبدأ السماء. والطريق موجود في كل الأشياء. وهكذا فإن الحياة الدينية ليست رحلة نخبوية أو خاصة بالكونفوشيوسيين الجدد. الحياة العادية الدنيوية هي الطريق الذي يؤدي إلى المطلق لأن المطلق موجود داخل الأشياء والأحداث الدنيوية في الحياة اليومية.

### الفولكلور الصيني
يايو ابن تشولونغ الذي تجسد على الأرض كهجين عنيف بين ثور ونمر وتنين سُمح له بالذهاب إلى الحياة الآخرة التي كانت تُعرف باسم "المكان ما وراء التاوية". وهذا يوضح أن بعض القصص الشعبية الصينية والتقاليد الأسطورية كانت لها تفسيرات مختلفة للغاية للتاوية بين بعضها البعض والممارسات الدينية الأرثوذكسية.

### المسيحية
استخدم المؤلف المسيحي الشهير سي إس لويس كلمة تاو لوصف "عقيدة القيمة الموضوعية والاعتقاد بأن مواقف معينة صحيحة حقًا وأخرى خاطئة حقًا، ونوع الشيء الذي يمثله الكون ونوع الأشياء التي نحن عليها". وأكد أن كل دين وفلسفة تحتوي على أسس الأخلاق العالمية في محاولة للتوافق مع تاو - الطريقة التي صممت بها البشرية. ففي فكر لويس خلق الله التاو وأظهره بشكل كامل من خلال شخص يسوع المسيح.
وعلى نحو مماثل حدد القمص الأرثوذكسي الشرقي الدمشقي (كريستنسن) وهو تلميذ الراهب الشهير والباحث في الديانات في شرق آسيا سيرافيم روز الشعارات مع التاو. كما نشر الدمشقي ترجمة كاملة مع تعليق لكتاب تاو تي تشينغ تحت عنوان المسيح التاو الأبدي.
في بعض الترجمات الصينية للعهد الجديد كلمة λόγος (لوغوز) تُرجمت إلى道 في مقاطع مثل يوحنا 1:1، مما يشير إلى أن المترجمين اعتبروا مفهوم التاو معادلاً إلى حد ما للمفهوم اليوناني للوغوس في أفلاطون والمسيحية.

## الجوانب اللغوية
يعتبر الحرف الصيني道 متعدد المعاني إلى حد كبير: حيث كان نطقه البديل التاريخي ديو يحمل دلالة إضافية وهي "الدليل". ويتضمن تاريخ الشخصية تفاصيل تتعلق بالتهجئة والدلالات فضلاً عن أصل الكلمة الهندو أوروبية البدائية المحتمل بالإضافة إلى الإقراض الأحدث للغة الإنجليزية ولغات العالم الأخرى.

### الإملاء
تتم كتابة كلمة "تاو" بالحرف الصيني道 باستخدام الأحرف التقليدية والمبسطة. كما يعود التفسير الرسومي التقليدي للحرف 道 إلى قاموس شووين جيزي الذي نُشر في عام 121 م والذي يصفه بأنه "صورة مركبة إيديوغرامية" أو "مركب إيديوغرامي" نادر. ووفقًا لـ شووين جيزي يجمع道 بين الجذر 'go'辶 (نوع من辵) مع首؛ قمة. ويدل هذا البناء على "التقدم" أو "قيادة الطريق".
يمكن التمييز بشكل واضح بين المعنى الاسمي الأول لكلمة "تاو" وهو "الطريق" و"المسار" والمعنى اللفظي اللاحق وهو "قل". وينبغي أيضا أن يكون على النقيض من ذلك مع導; "قيادة الطريق" و"إرشاد" و"السلوك" "مباشر". الحرف المبسط 导لـ導لديه巳؛ السادس فرعًا أرضيًا موجودا من أصل الاثني عشر بدلاً من道.
أقدم الأشكال المكتوبة لكلمة "تاو" هي النصوص البرونزية ونصوص الختم من البرونزيات والكتابات التي تعود إلى عهد أسرة تشو (1045-256 قبل الميلاد). حيث تصور هذه الأشكال القديمة بشكل أكثر وضوحًا 首 عنصر الرأس على شعر فوق الوجه. بعض المتغيرات تستبدل غو 辵 " بـ'اذهب' و'الطريق’ 行 مع تصوير "مفترق الطرق" البرونزي الأصلي المكتوب بخط الختم مع الاثنين 彳و亍 "آثار الأقدام".
تتضمن النصوص البرونزية 道 أحيانًا عنصرًا من 手 手 اليد أو寸 "الإبهام" و"اليد" والتي تظهر في 導 'تقدم'. وقد أوضح عالم اللغويات بيتر أ. بودبيرج:
إن كلمة " تاو مع عنصر اليد" هذه عادة ما يتم التعرف عليها بالحرف الحديث 導tao < d'ôg "قيادة" و"توجيه" و"إدارة" وتعتبر مشتقة أو قريبة لفظيًا من الاسم tao "طريق" و"مسار". إن الأدلة التي تم تلخيصها للتو تشير إلى أن " تاو مع عنصر اليد" ليست سوى متغير من tao الأساسي وأن الكلمة نفسها تجمع بين الجانبين الاسمي واللفظي للأصل. ويدعم هذا أمثلة نصية لاستخدام tao الأساسي بالمعنى اللفظي "قيادة" (على سبيل المثال إنالكتس 1.5؛ 2.8) ويقوض بشكل خطير الافتراض غير المعلن المضمن في الترجمة الشائعة لتاو على أنها "طريق" بأن المفهوم هو في الأساس مفهوم اسمي. كما يبدو أن التاو من الناحية اللغوية مفهوم أكثر ديناميكية مما جعلناه من حيث الترجمة. يومكن ترجمتها بشكل أكثر ملاءمة بـ "الطريق الرئيسي" و"وريد" ("الطريق" و"المسار" و"الرحلة" و"القيادة" و"التوجيه"؛ قارن "حجر المغناطيس" و"نجم هاد") الاسم اللفظي القديم إلى حد ما من "للقيادة".
هذه الاستشهادات من المحاضرات الكونفوشيوسية لكلمة داو والتي تعني لفظيًا "التوجيه" أو "القيادة" هي: "قال المعلم" عند توجيه دولة من ألف عربة تعامل مع واجباتك باحترام وكن جديرًا بالثقة فيما تقوله" و"قال المعلم "أرشدهم بالمراسيم واجعلهم متوافقين مع العقوبات وسيبقى عامة الناس بعيدًا عن المتاعب ولكن لن يكون لديهم شعور بالخجل".

### علم الأصوات
في الصينية القياسية يتم التمييز بين النطقين الأساسيين لـ道من حيث النغمة بين النغمة الهابطة dào "الطريق" و"المسار" أو المنخفضة dǎo "الدليل" و"القيادة" (عادةً ما تُكتب導).
إلى جانب المواصفات المشتركة داو 道؛ للطريق و道؛ (مع البديل導؛ يقود)،道 له نطق إضافي نادر مع نغمة المستوى dāo والذي يظهر في المنطقة شنغيو神神道道؛shénshendāodāo "غريب" و"عجيب" تكرار 道 و 神 شين"الروح"الله" من شمال شرق الصين.
في اللغة الصينية الوسطى ( ق. القرنين السادس والعاشر الميلادي去聲 ) فئات أسماء النغمات 道و導去 كانت.聲 كوشينغ "نغمة الرحيل" و上聲و 上聲 شونجشونج "نغمة صاعدة". أعاد اللغويون التاريخيون بناء ص و道؛"الطريق" و導؛ و"توجيه"على النحو التالي d'âu- وd'âu (برنهارد كارلجرين) dau وdau daw' وdawh dawX وdaws (ويليام إتش باكستر) وdâuB وdâuC
في نطق اللغة الصينية القديمة ( ق. القرنين السابع والثالث قبل الميلاد ) وإعادة البناء لـ道و導 هي *d'ôg (Karlgren) و*dəw (Zhou) و*dəgwx و *dəgwh *luʔ و*lûʔ و*lûh.

### الدلالات
كلمة 道 لها معاني كثيرة. على سبيل المثال يعرّف قاموس هانيو دا زيديان 39 معنى لكلمة道;داو و6 معاني لكلمة道;ديو.
يعطي قاموس جون دي فرانسيس الصيني الإنجليزي اثني عشر معنى لـ道;داو وثلاثة لـ道;dƎo ومعنى واحد لـ道;داو. لاحظ أن الأقواس توضح الاختصارات وعلامات الحذف تحذف أمثلة الاستخدام.
2 داو 道 . [ اسم ] طريق؛ المسار ◆M. [ كلمة قياس اسمية ] ① (للأنهار/المواضيع/إلخ.) ② (لطبق (من الطعام)؛ خط (من الضوء)؛ إلخ.) ◆V. [ فعل ] ① يقول؛ يتكلم؛ يتحدث (تقديم الاقتباس المباشر، أسلوب الرواية) ... ② يفكر؛ يفترض ◆ب. ف. [ شكل مقيد، مورفيم مقيد ] 1 قناة 2 طريق؛ سبب؛ مبدأ 3 عقيدة 4 داوية ⑤ خط ⑥ تاريخ. 〉 [ التاريخ ] ⑦ منطقة؛ قناة دائرية؛ ممر؛ أنبوب ⑧ قل (كلمات مهذبة) ... انظر أيضًا 4 dǎo ، 4 dāo
4 dǎo导/道[導/- BF [ شكل مقيد] ① دليل؛ قيادة ... ② نقل؛ إجراء ... ③ أمر؛ وجه ...
4 道 في شينشينداوداو ...神神道道RF [ الشكل المكرر ]〈الطوبولوجيا.〉[شكل غير صيني] غريب؛ رائع؛ عجيب
كما أشار داو بدءًا من أسرة سونغ إلى المثل الأعلى في لوحات المناظر الطبيعية الصينية التي سعى الفنانون إلى الارتقاء إليها من خلال تصوير "مشاهد طبيعية" تعكس "انسجام الإنسان مع محيطه".

### علم أصول الكلمات
تعتمد الأصول اللغوية الاشتقاقية لكلمة "داو" (الطريق؛ المسار) على نطقها في اللغة الصينية القديمة والذي أعاد العلماء صياغته مؤقتًا على النحو التالي: *d'ôg *dəgwx و * dəw و * luʔ و * lûʔ .
وأشار بودبيرج إلى 首 الشو "الرأس" الصوتي 道 الداو لم تكن الشخصية مجرد لفظية بل كانت "أصلية" على غرار الكلمة الإنجليزية head والتي تعني "القيادة" و"الميل في اتجاه معين" "أمام" "تقدم".
من الناحية المجازية فإن كلمة تاو تعادل مرادفها蹈tao < d'ôg ، "الدوس"، "المشي"، ومن وجهة النظر هذه فهي ليست أكثر من "طريق مداس"، أو "موطئ رأس"، أو "موطئ قدم"، كما أنها ترتبط أحيانًا بمرادف قريب (وربما مرادف)迪ti < d'iôk ، "اتبع طريقًا"، "امشِ"، "قُد"، "وجه"؛ "اتبع المسار 辶 "؛ وهو مصطلح ذو دلالات أخلاقية محددة ورسم بياني ذو نطق مثير للاهتمام للغاية،由yu < djôg ، [ المضي قدمًا". ] "المشي" في ti بدعم من C157 [ ⻊ ] "القدم" في الطاو ، "الدوس"، "الدوس"، ربما ينبغي أن تكون بمثابة تحذير لنا بعدم المبالغة في التأكيد على وظائف تشغيل الرأس الضمنية في الطاو بدلاً من وظائف الأطراف السفلية.
يقترح فيكتور إتش ماير وجود صلة مع الكلمة الهندو أوروبية البدائية ، مدعومة بالعديد من الكلمات ذات الصلة في اللغات الهندو أوروبية ، بالإضافة إلى الكلمات السامية العربية والعبرية المتشابهة دلاليًا.
النطق القديم لكلمة تاو كان يشبه تقريبًا drog أو doorg . وهذا يربطها بالجذر الهندو أوروبي البدائي drogh (الجري) والكلمة الهندو أوروبية dhorg (الطريق، الحركة). الكلمات ذات الصلة في بعض اللغات الهندو أوروبية الحديثة هي: doroga الروسية (طريق، مسار)، و droga البولندية (مسار، طريق)، و dráha التشيكية (طريق، مسار)، و draga الصربية الكرواتية (مسار عبر الوادي)، و drog النرويجية (أثر الحيوانات؛ الوادي). .... أقرب الكلمات السنسكريتية (الهندية القديمة) ذات الصلة بالطاو ( المسار ) هي dhrajas (المسار، الحركة) و dhraj (المسار). الكلمات الإنجليزية الأكثر ارتباطًا هي "track" و "trek"، في حين أن "trail" و "tract" مشتقة من جذور هندو أوروبية ذات صلة أخرى. إن إتباع الطريق، إذن، يشبه الذهاب في رحلة كونية. الأمر الأكثر إثارة للدهشة من مجموعة الكلمات الهندو أوروبية ذات الصلة بالطاو ( drog ) هو الجذر العبري drg لنفس الكلمة والعربية trq ، والتي تنتج كلمات تعني "المسار، المسار، الطريق، طريقة القيام بالأشياء" وهي مهمة في الخطاب الفلسفي الإسلامي.
يقدم القاموس اللغوي لأكسل شوسلر إمكانيتين للشكل النغمي لكلمة dào道"الطريق؛ الطريقة؛ الطريقة" < الصينية الوسطى dâu B < الصينية القديمة * lûʔ و dào道 導 "الذهاب؛ إحضار؛ إجراء؛ شرح؛ التحدث عن" < وسط dâu C < قديم * lûh 道 داو "الشيء الذي يقوم بالتوجيه" هو نغمة B (shangsheng上聲 "النغمة الصاعدة") "اسم فاعل" مشتق من dào導"السلوك" أو dào導هي نغمة "C" عامة صينية قديمة لاحقة (فترة الدول المتحاربة) ( qusheng去聲 "نغمة المغادرة" مشتقة من dào道"الطريق". من أجل وجود صلة اشتقاقية محتملة، يلاحظ شوسلر أن قاموس فانجيان القديم يعرف يو < * lokh裕و لو < * لو猷مثل كلمات اللهجة في ولاية تشي الشرقية التي تعني dào * lûʔ道>"طريق".

### لغات أخرى
لقد استعارت العديد من اللغات كلمة "تاو" واقتبستها ككلمة مقترضة.
في اللغة الصينية هذا الحرف 道 يتم نطقه باللغة الكانتونية dou6 والهوكيانية to7. في اللغات الصينية-الزينية道 يتم نطقها باليابانية dō أو tō أو michi وبالكورية do أو to وبالفيتنامية đạo.
منذ عام 1982 عندما اعتمدت المنظمة الدولية للمعايير بينيين باعتباره الرومنة القياسية للصينية قامت العديد من اللغات الغربية بتغيير تهجئة هذه الكلمة المستعارة tao في الأنظمة الوطنية (على سبيل المثال النسخ الصيني EFEO الفرنسي وWade–Giles الإنجليزي) إلى dao في بينيين.
وفقاً لقاموس أوكسفورد الإنجليزي فإن الكلمة الإنجليزية tao / dao "الطريق" ذات الأصل الصيني ‏ لها ثلاثة معاني.
1. أ. في الطاوية كيان مطلق هو مصدر الكون؛ الطريقة التي يعمل بها هذا الكيان المطلق.
1. ب. الطاوية= طاوي
2. في الكونفوشيوسية وفي الاستخدامات الموسعة الطريق الذي يجب اتباعه والسلوك الصحيح والعقيدة أو الطريقة.
كانت أقدم الاستخدامات المسجلة للكلمة هي تاو (1736) وتاي (1747) وتاوي (1831) وداو (1971).
كان مصطلح " الكاهن الطاوي " (道士؛ Dàoshì) قد استخدمه بالفعل اليسوعيون ماتيو ريتشي ونيكولاس تريجولت في كتابهما رحلة كريستيانا إلى سيناس والذي تم ترجمته إلى تاوسو في النسخة اللاتينية الأصلية (1615) وتاوسا في ترجمة إنجليزية مبكرة نشرها صمويل بوركاس (1625).

## ملحوظات
1. ↑  zh|c=道|p=dào النطق|zh-dào.ogg|بالصينية
2. ↑  Tao Te Ching, Chapter 1. "إنه من تاو غير المسمى
نشأت تلك السماء والأرض;
 المسمى ولكن
أم العشرة آلاف مخلوق."
3. ↑  I Ching, Ta Chuan (رسالة عظيمة). "الرجل الطيب يكتشفها ويسميها طيبة؛
 يكتشفها الحكيم فيسميها حكيمة؛
 عامة الناس يستخدمونه كل يوم
 وليسوا على علم بذلك."
4. ↑  الماء ناعم ومرن لكنه يمتلك قوة هائلة للتغلب على العقبات وتغيير المناظر الطبيعية وحتى نحت الأخاديد بإصراره البطيء والثابت. يُنظر إليه على أنه انعكاس للطاو أو قريب منه. غالبًا ما يتم التعبير عن الطاو على أنه بحر أو فيضان لا يمكن سده أو إنكاره. إنه يتدفق حول العوائق وفوقها مثل الماء ليكون مثالاً لأولئك الذين يرغبون في العيش وفقًا له.[12]
5. ↑  De Christiana expeditione apud Sinas suscepta ab Societate Jesu, الكتاب الأول، الفصل 10، ص. 125. اقتباس: "sectarii quidam Tausu vocant". اللمعان الصيني في Pasquale M. d'Elia، ماتيو ريتشي. Fonti Ricciane: documenti originali Concernenti Matteo Ricci e la storia delle prime relazioni tra l'Europa e la Cina (1579-1615)، Libreria dello Stato، 1942؛ يمكن العثور عليها by searching for "tausu". Louis J. Gallagher (China in the Sixteenth Century: The Journals of Matteo Ricci; 1953), apparently has a typo (Taufu instead of Tausu) in the text of his translation of this line (p. 102), and Tausi in the index (p. 615)
6. ↑  خطاب مملكة الصين، مأخوذ من ريسيوس وتريغوتيوس، يحتوي على الدولة والشعب والحكومة والدين والطقوس والطوائف والشخصيات والدراسات والفنون والأفعال؛ تمت إضافة خريطة للصين، مأخوذة من خريطة تم إجراؤها مع التعليقات التوضيحية لفهمها  (مقتطفات من De Christiana Expeditione apud Sinas، في الترجمة الإنجليزية) في يشتري حجاجه  [لغات أخرى]‏، المجلد الثاني عشر، ص. 461 (1625). اقتباس: "... لاوزو... لم يترك أي كتب عن رأيه، ولا يبدو أنه كان ينوي أي طائفة جديدة، ولكن بعض الطوائف، تسمى تاوسا، جعلته رئيس طائفتهم بعد وفاته..." يمكن العثور عليه في full text of "Hakluytus posthumus" on archive.org.

### الاستشهادات
1. ↑  Zai (2015).
2. ↑  DeFrancis (1996).
3. ↑  LaFargue (1992).
4. ↑  Chan (1963).
5. ↑  Hansen (2000).
6. 1 2  Liu (1981).
7. ↑  Cane (2002).
8. ↑  Keller (2003).
9. ↑  LaFargue (1994).
10. 1 2 3  Carlson et al. (2010).
11. ↑  Jian-guang (2019).
12. ↑  Ch'eng & Cheng (1991), pp. 175–177.
13. ↑  Wright (2006), p. 365.
14. ↑  "Taoism". education.nationalgeographic.org (بالإنجليزية). Archived from the original on 2024-12-03. Retrieved 2024-05-29.
15. ↑  Maspero (1981), p. 32.
16. ↑  Bodde & Fung (1997).
17. ↑  Waley (1958).
18. ↑  Kohn (1993), p. 11.
19. 1 2  Kohn (1993).
20. ↑  Kohn (1993), p. 12.
21. ↑  Fowler (2005), pp. 5–7.
22. ↑  "Daoism". إنكارتا. مايكروسوفت. مؤرشف من الأصل في 2009-10-28.
23. ↑  Moeller (2006).
24. ↑  Fowler (2005).
25. ↑  Mair (2001).
26. ↑  Stark (2007).
27. 1 2 3 4 5  Taylor & Choy (2005), p. 589.
28. ↑  Harl (2023), p. 272.
29. ↑  Dumoulin (2005).
30. ↑  Hershock (1996), pp. 67–70.
31. ↑  Ni (2023), p. 168.
32. ↑  Lewis، C.S. إلغاء الإنسان. ص. 18.
33. ↑  Damascene (2012), p. [بحاجة لرقم الصفحة].
34. ↑  Zheng (2017).
35. ↑  Boodberg (1957), p. 599.
36. ↑  Lau (1979)، p. 59, 1.5; p. 63, 2.8.
37. ↑  Karlgren (1957).
38. ↑  Zhou (1972).
39. ↑  Pulleyblank (1991).
40. 1 2  Baxter (1992), pp. 753.
41. 1 2 3 4  Schuessler (2007).
42. ↑  Li (1971).
43. ↑  Hanyu Da Zidian (1989), pp. 3864–3866.
44. ↑  DeFrancis (2003).
45. ↑  Meyer (1994).
46. ↑  Boodberg (1957).
47. ↑  Mair (1990), p. 132.

### الأعمال المذكورة
- Baxter، William H. (1992). A Handbook of Old Chinese Phonology. Berlin: Mouton de Gruyter. ISBN:978-3-110-12324-1.
- Bodde، Derk؛ Fung، Yu-Lan (1997). A short history of Chinese philosophy. Simon and Schuster. ISBN:0-684-83634-3.
- Boodberg، Peter A. (1957). "Philological Notes on Chapter One of the Lao Tzu". Harvard Journal of Asiatic Studies. ج. 20 ع. 3/4: 598–618. DOI:10.2307/2718364. JSTOR:2718364.
- Cane، Eulalio Paul (2002). Harmony: Radical Taoism Gently Applied. Trafford Publishing. ISBN:1-4122-4778-0.
- Carlson، Kathie؛ Flanagin، Michael N.؛ Martin، Kathleen؛ Martin، Mary E.؛ Mendelsohn، John؛ Rodgers، Priscilla Young؛ Ronnberg، Ami؛ Salman، Sherry؛ Wesley، Deborah A. (2010). Arm، Karen؛ Ueda، Kako؛ Thulin، Anne؛ Langerak، Allison؛ Kiley، Timothy Gus؛ Wolff، Mary (المحررون). The Book of Symbols: Reflections on Archetypal Images. Köln: Taschen. ISBN:978-3-8365-1448-4.
- Chang، Stephen T. (1985). The Great Tao. Tao Publishing, imprint of Tao Longevity. ISBN:0-942196-01-5.
- Ch'eng، Chung-Ying؛ Cheng، Zhongying (1991). New dimensions of Confucian and Neo-Confucian philosophy. SUNY Press. ISBN:0-7914-0283-5.
- Chan، Wing-tsit (1963). A Source Book in Chinese Philosophy. Princeton. ISBN:0-691-01964-9.
- Damascene، Hieromonk (2012). Christ the Eternal Tao (ط. 6th). Valaam Books.
- DeFrancis، John، المحرر (1996). ABC Chinese-English Dictionary: Alphabetically Based Computerized (ABC Chinese Dictionary). University of Hawaii Press. ISBN:0-8248-1744-3.
- DeFrancis، John، المحرر (2003). ABC Chinese-English Comprehensive Dictionary. University of Hawaii Press.
- Dumoulin، Henrik (2005). Zen Buddhism: a History: India and China. ترجمة: Heisig، James؛ Knitter، Paul. World Wisdom. ISBN:0-941532-89-5.
- Fowler، Jeaneane (2005). An introduction to the philosophy and religion of Taoism: pathways to immortality. Sussex Academic Press. ISBN:1-84519-085-8.
- Hansen، Chad D. (2000). A Daoist Theory of Chinese Thought: A Philosophical Interpretation. Oxford University Press. ISBN:0-19-513419-2.
- Hanyu Da Zidian (بالصينية). Wuhan: Hubei Cishu Chubanshe. Vol. 6. 1989. ISBN:978-7-5403-0022-7.
- Harl، Kenneth W. (2023). Empires of the Steppes: A History of the Nomadic Tribes Who Shaped Civilization. United States: Hanover Square Press. ISBN:978-1-335-42927-8.
- Hershock، Peter (1996). Liberating intimacy: enlightenment and social virtuosity in Ch'an Buddhism. SUNY Press. ISBN:0-7914-2981-4.
- Jian-guang، Wang (ديسمبر 2019). "Water Philosophy in Ancient Society of China: Connotation, Representation, and Influence" (PDF). Philosophy Study. ج. 9 ع. 12: 750–760. مؤرشف من الأصل (PDF) في 2024-11-30.
- Karlgren، Bernhard (1957). Grammata Serica Recensa. Museum of Far Eastern Antiquities.
- Keller، Catherine (2003). The Face of the Deep: A Theology of Becoming. Routledge. ISBN:0-415-25648-8.
- Kirkland، Russell (2004). Taoism: The Enduring Tradition. Routledge. ISBN:978-0-415-26321-4.
- Kohn، Livia (1993). The Taoist experience. SUNY Press. ISBN:0-7914-1579-1.
- Komjathy، Louis (2008). Handbooks for Daoist Practice. Hong Kong: Yuen Yuen Institute.
- LaFargue، Michael (1994). Tao and Method: A Reasoned Approach to the Tao Te Ching. SUNY Press. ISBN:0-7914-1601-1.
- LaFargue، Michael (1992). The tao of the Tao te ching: a translation and commentary. SUNY Press. ISBN:0-7914-0986-4.
- Lau (1979). The Analects (Lun yu). ترجمة: Lau، D. C. Penguin.
- Li, Fanggui (1971). "Shanggu yin yanjiu" 上古音研究. Tsinghua Journal of Chinese Studies (بالصينية). 9: 1–61.
- Liu، Da (1981). The Tao and Chinese culture. Taylor & Francis. ISBN:0-7100-0841-4.
- Mair، Victor H. (1990). Tao Te Ching: The Classic Book of Integrity and the Way, by Lao Tzu; an entirely new translation based on the recently discovered Ma-wang-tui manuscripts. Bantam Books.
- Mair، Victor H. (2001). The Columbia History of Chinese Literature. دار نشر جامعة كولومبيا. ISBN:0-231-10984-9.
- Martinson، Paul Varo (1987). A theology of world religions: Interpreting God, self, and world in Semitic, Indian, and Chinese thought. Augsburg Publishing House. ISBN:0-8066-2253-9.
- Maspero، Henri (1981). Taoism and Chinese Religion. ترجمة: Kierman، Frank A. Jr. University of Massachusetts Press. ISBN:0-87023-308-4.
- Meyer، Milton Walter (1994). China: A Concise History (ط. 2nd). Lanham, Maryland: رومان آند ليتل فيلد  [لغات أخرى]‏. ISBN:978-0-8476-7953-9.{{استشهاد بكتاب}}:  صيانة الاستشهاد: علامات ترقيم زائدة (link)
- Moeller، Hans-Georg (2006). The Philosophy of the Daodejing. Columbia University Press. ISBN:0-231-13679-X.
- Ni، Xueting C. (2023). Chinese Myths: From Cosmology and Folklore to Gods and Immortals. London: Amber Books. ISBN:978-1-83886-263-3.
- Pulleyblank، E.G. (1991). Lexicon of Reconstructed Pronunciation in Early Middle Chinese, Late Middle Chinese, and Early Mandarin. UBC Press.
- Schuessler، Axel (2007). ABC Etymological Dictionary of Old Chinese. University of Hawaii Press. ISBN:978-0-8248-2975-9. مؤرشف من الأصل في 2024-11-11.
- Sharot، Stephen (2001). A Comparative Sociology of World Religions: virtuosos, priests, and popular religion. New York: NYU Press. ISBN:0-8147-9805-5.
- Stark، Rodney (2007). Discovering God: The Origins of the Great Religions and the Evolution of Belief (ط. 1st). New York: HarperOne. ISBN:978-0-06-117389-9.
- Sterckx، Roel (2019). Chinese Thought. From Confucius to Cook Ding. London: Penguin.
- Taylor، Rodney Leon؛ Choy، Howard Yuen Fung (2005). The Illustrated Encyclopedia of Confucianism, Volume 2: N-Z. Rosen Publishing Group. ISBN:0-8239-4081-0.
- Waley، Arthur (1958). The way and its power: a study of the Tao tê ching and its place in Chinese thought. Grove Press. ISBN:0-8021-5085-3.
- Watts، Alan Wilson (1977). Tao: The Watercourse Way with Al Chung-liang Huang. Pantheon. ISBN:0-394-73311-8.
- Wright، Edmund، المحرر (2006). The Desk Encyclopedia of World History. New York: دار نشر جامعة أكسفورد. ISBN:978-0-7394-7809-7.
- Zai، J. (2015). Taoism and Science: Cosmology, Evolution, Morality, Health and more. Ultravisum. ISBN:978-0-9808425-5-5. مؤرشف من الأصل في 2024-11-10.
- Zheng، Yangwen، المحرر (2017). Sinicizing Christianity. BRILL. ISBN:978-90-04-33038-2. مؤرشف من الأصل في 2024-11-11.
- Zhou Fagao (周法高) (1972). "Shanggu Hanyu he Han-Zangyu" 上古漢語和漢藏語. Journal of the Institute of Chinese Studies of the Chinese University of Hong Kong (بالصينية). 5: 159–244.

## قراءة إضافية
- ترجمة كتاب تاو تي تشينج بقلم ديريك لين
- ترجمة كتاب داو دي جينغ بقلم جيمس ليج
- الترجمة القانونية لكتاب Tao Teh King في مشروع جوتنبرج
- فنغ وجيا فو وجين إنجليش (مترجمون). 1972. لاوزي/داو دي جينج . نيويورك: كتب قديمة.
- كومجاثي، لويس. كتيبات الممارسة الطاوية. 10 مجلدات هونغ كونغ: معهد يوين يوين، 2008.
- ميتشل، ستيفن (مترجم). 1988. تاو تي تشينج: النسخة الإنجليزية الجديدة . نيويورك: هاربر ورو.
- ستيركس، رويل. الفكر الصيني. من كونفوشيوس إلى كوك دينغ. لندن: بنغوين، 2019.
- مدخل داو من مركز الدراسات الطاوية
- طاو الفيزياء [الإنجليزية] ، فريتيوف كابرا، 1975